# Obiettivo Risarcimento Padova
Obiettivo Risarcimento Padova, talijanski šahovski klub. Europski klupski šahovski prvak za 2019. godinu i prvi talijanski klub kojem je to ikad uspjelo. Za momčad prvaka koja je naslov osvojila na turniru u Ulcinju nastupili su velemajstori Richard Rapport, Michael Adams, Peter Leko, Francisco Vallejo Pons, Gawain C. B. Jones, Ivan Šarić, Daniele Vocaturo i Sabino Brunello.